# Varallo Sesia
Varallo Sesia (piemontiul: Varal) település Olaszországban, Vercelli megyében. Lakosainak száma 6912 fő (2023. január 1.). Varallo Sesia Borgosesia, Cellio con Breia, Cesara, Civiasco, Cravagliana, Madonna del Sasso, Nonio, Quarna Sotto, Quarona, Valstrona és Vocca községekkel határos.

## Népesség
A település népességének változása:
| Lakosok száma | 7195 | 7146 | 6912 |
|               | 2017 | 2018 | 2023 |